# Московський острів
Московський острів - колишній острів у правого берегу Дніпра у межах сучасного Соборного району Дніпра. Лежав нижче Станового й вище Князева островів. Лежав навпроти Лоцманської Кам'янки. 
Навесні заливався весняними водами. Після побудови ДніпроГЕСу у 1932 році зник, залишивши після себе мілину.
Дмитро Яворницький: "Московський острів, до правого берега Дніпра, зазначений на планах XVIII в., заливає весняна вода."